# Эшперанса (Арроншеш)
Эшперанса (порт.  Esperança) - фрегезия (район) в муниципалитете Арроншеш округа Порталегре в Португалии. Территория – 57,12 км². Население – 881 жителей. Плотность населения – 15,4 чел/км².